# Скубал, Тарик
Тарик Дэниел Скубал (англ. Tarik Daniel Skubal; 20 ноября 1996, Хейвард, Калифорния) — американский бейсболист, питчер клуба Главной лиги бейсбола «Детройт Тайгерс». В NCAA выступал за команду Сиэтлского университета.

## Биография
Тарик Скубал родился 20 ноября 1996 года в Хейварде в Калифорнии. Старшую школу он окончил в Кингмене в Аризоне, затем поступил в Сиэтлский университет. По итогам сезона 2015 года он был включён в сборную новичков NCAA, но значительную часть следующих двух сезонов пропустил после операции на локте и длительной реабилитации. В 2018 году на драфте Главной лиги бейсбола Скубал был выбран «Детройтом» в девятом раунде. При подписании контракта он получил бонус в размере 350 тысяч долларов.
Профессиональную карьеру Скубал начал в составе команды «Тайгерс Вест» в Лиге Галф-Кост, затем играл за «Коннектикут Тайгерс» и «Вест Мичиган Уайткэпс». Всего в дебютном сезоне он одержал три победы при показателе пропускаемости 0,40. Следующий год он начал в «Лейкленд Флайин Тайгерс», а затем был переведён в команду уровня AA-лиги «Эри Сивулфс». Суммарно в сезоне 2019 года Скубал провёл на поле 122,2 иннинга с пропускаемостью 2,42. Его показатель числа страйкаутов на девять иннингов K/9 составил 17,4. Осенью он был признан Питчером года в фарм-системе «Детройта».
В 2020 году сезон младших лиг был отменён. Скубал пропустил часть летних сборов «Тайгерс» из-за положительного теста на COVID-19. К тренировочному составу команды он присоединился только в конце июля. В августе он впервые был вызван в основной состав и дебютировал в Главной лиге бейсбола. До конца регулярного чемпионата Скубал сыграл в восьми матчах с пропускаемостью 5,63, сделав 37 страйкаутов и пропустив 9 хоум-ранов. При этом в шести играх он пропускал не более двух ранов. Игроки соперника отбивали против него с эффективностью 18,2 %. В 2021 году он провёл 31 игру, установив клубный рекорд для новичков по количеству сделанных страйкаутов. Одновременно с этим Скубал пропустил 35 хоум-ранов, на один меньше, чем худший в истории лиги показатель для дебютантов.